# Google Talk
Google Talk (também conhecido como Google Chat) foi um serviço de mensagens instantâneas e de VoIP desenvolvido pela empresa Google, baseado no protocolo aberto Jabber (também conhecido por XMPP). A versão beta do Google Talk foi lançada no dia 24 de Agosto de 2005. Em 2013 foi substituído pelo Google Hangouts.
Com uma interface simples, o Google Talk trazia o básico dos recursos de mensagens instantâneas de texto e papo por voz, tornando-se conhecido por sua versão de lançamento pesar menos de 1 MB. O programa também funcionava como notificador de novos e-mails em contas do GMail. Para utilizar o Google Talk era preciso ter uma Conta Google.

## Integração ao Gmail
O Gtalk era incorporado ao Gmail. Era possível utilizar o comunicador pelo navegador enquanto se está na página do Gmail, onde poderia integrar as opções de áudio e video, desde que se instalasse um plugin fornecido pela própria empresa.

## Google Talk Gadget
A partir de 14 de março de 2007, o Google Talk deixou de ser desenvolvido e foi criado o Google Talk Gadget. O Google Talk Gadget é o Google Talk no browser, podendo ser adicionado à sua própria webpage ou à sua página personalizada do Google. O Google Talk Gadget tem as mesmas funcionalidades do que o Google Talk.

## Mensagem de voz e envio de arquivos
O Google Talk possuía um sistema de mensagem de voz que permitia envio de mensagens de voz por e-mail num arquivo MP3 de até dez minutos. Junto dele, o Google também inseriu no programa uma funcionalidade há muito tempo esperada: o envio de arquivos de usuário para usuário.

## Integração ao Orkut
Em 8 de novembro de 2006, o Google disponibilizou integração do Gtalk com o Orkut com um projeto muito elogiado pela comunidade mundial de desenvolvedores. A partir desta data os membros da rede de relacionamento podiam ver quando seus amigos estão on-line e conversar em tempo real de forma privada.